# Мечеть Намазгох (Бухара)
Намазгох в Бухаре — молитвенная площадка, предназначенная для богослужений в праздники Курбан-байрам и Рамазан-байрам, находится на юго-западе Бухары. Слово «намазгох» указывает на место, где намаз может быть совершен, так же благопристойно, как он совершается в освященной мечети. Намазгох может быть комнатой или просто молитвенным ковриком, которые используются мусульманином, чтобы обеспечить чистое место для молитвы. Намазгох предоставляют место для совершения намаза огромному скоплению людей, прибывающих со всей округи, и даже армиям, находящимся в походе.
Считается, что на этом месте намазгох была сооружена ещё в IX веке в период правления Саманидов.
Поскольку в настоящее время Намазгох находится в черте города, она утратила своё первоначальное значение. Сейчас роль намазгох в Бухарской области исполняют загородные ритуальные комплексы (Баха ад-Дина Накшбанди, Мавзолей Касим-шейха в Кермине и др.)

## История
После исламского завоевания праздничные молитвы в Бухаре происходили на регистане, но в IX веке на площади стало тесно и намазгох был сооружен за городом, на расстояние около трёх километров от центра города. Там она находилась до XII века, когда Арслан-хан повелел, чтобы жители города не отходили далеко от Бухары так как это ослабляет обороноспособность города. В итоге был куплен сад Шамсабад и в 1119—1120 годах на его месте была выстроена намазгох в виде стены из жженного кирпича длинной приблизительно 38 метров. В стене был михраб (михраб — ниша, ориентирующая молящихся лицом к Мекке) с глухими арками по сторонам. Намазгох незначительно перестраивалась в XIII и XV веках. В XVII в. мечеть приобрела композицию монументального айвана: фронтальный корпус трёхпролётной галереи с портально-купольным объёмом в центре. В западную михрабную стену здания были встроены остатки первоначальной стены. Тогда же вместо старого деревянного минбара (в исламе «минбар» — кафедра, с которой провозглашается проповедь — «хутба») был построен кирпичный. В XVI веке стена была облицована поливной терракотой. Михраб намазгох богато украшен резным алебастром и мозаикой, выложенной в форме цитат геометрических узоров и надписей арабской вязью.
Захватив Бухару в 1220 году, с порога этой мечети Чингисхан провозгласил: «Не погрязли бы вы в грехах, не послал бы вам Бог такое наказание, как я».